# Radikal 38
Das Radikal 38 mit der Bedeutung „Frau“ ist eines von 31 der 214 traditionellen Radikale der chinesischen Schrift, die mit drei Strichen geschrieben werden.
Mit 161 Zeichenverbindungen in Mathews’ Chinese-English Dictionary gibt es sehr viele Schriftzeichen, die unter diesem Radikal im Lexikon zu finden sind.
Es gibt weitere Radikalzeichen, die diesem Zeichen ähnlich sehen.

## Etymologie
Das Piktogramm Frau stellt sie in der unterwürfigen Haltung dar, wie sie für die chinesische Frau typisch war: die Hände vor dem Körper in den Ärmeln verschränkt, den Rücken gebeugt, das Haupt geneigt. Später zeigt das Schriftzeichen die Frau im Profil, auf den Knien.

Orakelknochenschrift
Bronzeschrift
Große Siegelschrift
Kleine Siegelschrift

## Zusammensetzungen
Als Sinnträger im zusammengesetzten Zeichen stellt 女 sie in das Bedeutungsfeld „Frau, weiblich“ wie zum Beispiel 妇 (fu = Frau), 姑 (gu = Tante), als 姑娘 (guniang = Mädchen), 娥 (e = schöne junge Frau), 婆 (po = alte Frau). Viele Zeichen mit dem Radikal 女 sind offensichtlich unter misogyn-sexistischen Gesichtspunkten konstruiert worden wie zum Beispiel 奸 (= hinterhältig, vergewaltigen). Weitere Beispiele für solche negativen Bedeutungsfelder des Radikals 女 sind 妄 (= absurd) und 嫖 (= Bordellbesuch).
Auch das Schriftzeichen 姓 (= Familienname) wird dem Radikal Frau zugeordnet. Der Gelehrte Wang Yinglin aus der Song-Dynastie wies in diesem Zusammenhang darauf hin, dass ursprünglich die Bezeichnung für Familienname nach Geschlecht getrennt war. 姓 stand für den Familiennamen der Frau, 氏 für den Familiennamen der Männer. So komme es, dass manche Familiennamen bis heute das Radikal Frau enthalten wie zum Beispiel 姬, 姜, 姚.

## Beispiele
| Zeichen | Pīnyīn  | Übersetzung |
| ------- | ------- | ----------- |
| 女儿    | nǚ'ér   | Tochter     |
| 女工    | nǚgōng  | Arbeiterin  |
| 女士    | nǚshì   | Dame        |
| 女王    | nǚ wáng | Königin     |
| 女子    | nǚzǐ    | Mädchen     |
| 女皇    | nǚhuáng | Kaiserin    |

## Problematik Pinyin-Eingabe
Um das Zeichen 女 mit Hilfe eines IME-Programms auf Pinyin-Basis auf seinem Computer einzugeben, wird anstelle des Buchstaben „ü“ ein „v“ verwendet.
Beispiel:
女 = nv3 anstelle von nü3

## Sexismus-Kontroversen
Feministen stellten fest,  dass viele chinesische Schriftzeichen unter dem Radikal der Frau eine abwertende Bedeutung haben, wie beispielsweise 奴 (Sklave), 妖 (Dämon), 妒 (JP: 妬, Neid), 姦 (Simp.: 奸, Vergewaltigung, Verräter) 嫌 (Abneigung) und dass das erlernen und verwenden dieser Zeichen unbewusst zu Misogynie führen könnte. Einige schlugen deshalb  auch eine Reform dieser Schriftzeichen vor.
2010 stellte ein männlicher Anwalt aus China einen Aufsatz ins Internet, in dem er 16 chinesische Schriftzeichen wegen ihrer sexistischen Implikation kritisierte. Bei den 16 Zeichen handelte es sich um 娱 (娛, Unterhaltung), 耍 (damit spielen, meist unter Radikal 126 而 eingeordnet), 婪 (gierig), 嫉 (Neid), 妒 (Missgunst), 嫌 (Abneigung), 佞 (Schmeichelei), 妄 (anmaßend), 妖 (Dämon), 奴 (Sklave), 妓 (Prostituierte), 娼 (Hure), 奸 (姦, Vergewaltigung, Verräter), 姘 (außerehelicher Sex), 婊 (Schlampe) und 嫖 (Prostituierte besuchen). Auch er schlug eine Reform der Schriftzeichen vor, z. B. das ersetzen von 奸 durch ein neu geschaffenes chinesisches Schriftzeichen "犭行" (犭: Hund, normalerweise mit Monstern oder unzivilisierten Handlungen assoziiert. 行: Verhaltensweisen. Das vorgeschlagene Zeichen impliziert daher, dass Vergewaltigung ein monströses Verhalten ist.), in der Annahme, dass diese Änderung die Zahl der Vergewaltigungen verringern würde. Die Gegner argumentierten, dass die neuen Zeichen historisch nicht fundiert seien; selbst wenn sie angenommen würden, blieben sie fadenscheinig und würden den sozialen Status der Frau nicht wirksam verbessern. Sie wiesen auch darauf hin, dass Verbesserungen in rechtlicher und sozialkultureller Hinsicht das eigentliche Heilmittel gegen Sexismus seien.
Im Jahr 2015 wurde in Peking eine Ausstellung mit dem Titel "姦: Kulturelle Codes für geschlechtsspezifische Gewalt" (姦：性別暴力伤害的文化符号), die von 65 Künstlerinnen und Künstlern organisiert wurde, von der Behörde abgesagt. Dennoch fand die Idee dieser Ausstellung ihren Weg durch die internationalen Medienkanäle. Tong Yujie (佟玉洁), die akademische Organisatorin der Ausstellung, stellte in ihrem Schreiben die Frage: "Warum wurden aus einer Frau drei und ein solches Symbol für politische und moralische Vorstellungen und ein Objekt der Feindschaft in der traditionellen chinesischen Gesellschaft und politischen Theorie?"
Darüber hinaus werden einige chinesische Schriftzeichen unter dem Radikal der Frau, die positiv zu sein scheinen, auch mit sexistischen Implikationen in Verbindung gebracht. Beispiele hierfür sind 安 (ān, sicher, beständig; 女 "Frau" unter 宀 "Dach"; dieses Zeichen wird normalerweise unter Radikal 40 "Dach" eingeordnet) und 好 (hǎo, gut; 女 "Frau" + 子 "Kind(er)"). Kritiker argumentieren, dass 安 impliziert, dass es nur eine Sicherheit und Stabilität gibt, wenn Frauen zu Hause sind, und 好 impliziert, dass es gut ist, wenn Frauen nur Kinder bekommen.
In einer Studie von Wang Yuping von der School of Chinese Language and Literature der Anhui-Universität aus dem Jahr 2014 wurden alle chinesischen Schriftzeichen unter dem Radikal Frau in einer Kurzausgabe des Hanyu Da Cidian (汉语大词典简编) analysiert. Das Ergebnis zeigt, dass sich unter diesen Zeichen 56 mit negativer Bedeutung, 70 mit positiver Bedeutung und 184 mit neutraler Bedeutung befinden. Dennoch war der Autor der Meinung, dass einige dieser Kategorien auf Diskriminierung in der traditionellen chinesischen Kultur hinweisen.
Ähnliche Kontroversen gibt es auch in "geschlechtsspezifischen" europäischen Sprachen, in denen es eine Unterteilung in männliche und weibliche Begriffe gibt. Dieses Phänomen wird als linguistischer Sexismus bezeichnet.

## Schriftzeichenverbindungen, die vom Radikal 38 regiert werden
| Striche | Zeichen |
| ------- | --- |
| +0      | 女 |
| +02     | 奴 奵 奶 |
| +03     | 奷 奸 她 奺 奻 奼 好 奾 奿 妀 妁 如 妃 妄 妅 妆 妇 妈 娄 |
| +04     | 妉 妊 妋 妌 妍 妎 妏 妐 妑 妒 妓 妔 妕 妖 妗 妘 妙 妚 妛 妜 妝 妞 妟 妠 妡 妢 妣 妤 妥 妦 妧 妨 妩 妪 妫                                                                                              |
| +05     | 妬 妭 妮 妯 妰 妱 妲 妳 妴 妵 妶 妷 妸 妹 妺 妻 妼 妽 妾 妿 姀 姁 姂 姃 姄 姅 姆 姇 姈 姉 姊 始 姌 姍 姎 姏 姐 姑 姒 姓 委 姕 姖 姗                                                                   |
| +06     | 姘 姙 姚 姛 姜 姝 姞 姟 姠 姡 姢 姣 姤 姥 姦 姧 姨 姩 姪 姫 姬 姭 姮 姯 姰 姱 姲 姳 姴 姵 姶 姷 姸 姹 姺 姻 姼 姽 姾 姿 娀 威 娂 娃 娅 娆 娇 娈                                                       |
| +07     | 娉 娊 娋 娌 娍 娎 娏 娐 娑 娒 娓 娔 娕 娖 娗 娘 娙 娚 娛 娜 娝 娞 娟 娠 娡 娢 娣 娤 娥 娦 娧 娨 娩 娪 娫 娬 娭 娮 娯 娰 娱 娲 娳 娴                                                                   |
| +08     | 娵 娶 娷 娸 娹 娺 娻 娼 娽 娾 娿 婀 婁 婂 婃 婄 婅 婆 婇 婈 婉 婊 婋 婌 婍 婎 婏 婐 婑 婒 婓 婔 婕 婖 婗 婘 婙 婚 婛 婜 婝 婞 婟 婠 婡 婢 婣 婤 婥 婦 婧 婨 婩 婪 婫 婬 婭 婮 婯 婰 婱 婲 婳 婴 婵 婶 |
| +09     | 婷 婸 婹 婺 婻 婼 婽 婾 婿 媀 媁 媂 媃 媄 媅 媆 媇 媈 媉 媊 媋 媌 媍 媎 媏 媐 媑 媒 媓 媔 媕 媖 媗 媘 媙 媚 媛媜 媝 媞 媟 媠 媡 媢 媣 媤 媥 媦 媧 媨 媩 媪 媫 媬 媭 媮 媯                             |
| +10     | 媰 媱 媲 媳 媴 媵 媶 媷 媸 媹 媺 媻 媼 媽 媾 媿 嫀 嫁 嫂 嫃 嫄 嫅 嫆嫇 嫈 嫉 嫊 嫋 嫌 嫍 嫎 嫏 嫐 嫑 嫒 嫓 嫔 嫕 嫖                                                                                   |
| +11     | 嫗 嫘 嫙 嫚 嫛 嫜 嫝 嫞 嫟 嫠 嫡 嫢 嫣 嫤 嫥 嫦 嫧 嫨 嫩 嫪 嫫 嫬 嫭 嫮 嫯 嫰 嫱 嫲 嫳 嫴 |
| +12     | 嫵 嫶 嫷 嫸 嫹 嫺 嫻 嫼 嫽 嫾 嫿 嬀 嬁 嬂 嬃 嬄 嬅 嬆 嬇 嬈 嬉 嬊 嬋 嬌 嬍 嬎 嬏 |
| +13     | 嬐 嬑 嬒 嬓 嬔 嬕 嬖 嬗 嬘 嬙 嬚 嬛 嬜 嬝 嬞 嬟 嬠 嬡 嬢 |
| +14     | 嬣 嬤 嬥 嬦 嬧 嬨 嬩 嬪 嬫 嬬 嬭 嬮 嬯 嬰 嬱 嬲 嬳 嬴 嬵 嬶 |
| +15     | 嬷 嬸 嬺 嬻 嬼 |
| +16     | 嬹 嬽 嬾 嬿 |
| +17     | 孀 孁 孂 孃 孄 孅 孆 |
| +18     | 孇 孈 孉 |
| +19     | 孊 孋 孌 孍 |
| +21     | 孎 孏 |

 Im Unicodeblock Kangxi-Radikale ist das Radikal 38 unter der Codepointnummer 12.069 (U+2F25) codiert.